# Johann Urbanek
Johann «Hans» Urbanek (Viena, Imperio austrohúngaro, 10 de octubre de 1910-7 de julio de 2000) fue un futbolista y relojero austríaco, que también tuvo nacionalidad alemana entre 1938 y 1945 debido al Anschluss. En su etapa como jugador profesional se desempeñaba como centrocampista.

## Selección nacional

### Austria
Fue internacional con la selección de fútbol de Austria en 15 ocasiones. Formó parte de la selección que obtuvo el cuarto lugar en la Copa del Mundo de 1934.

#### Participaciones en Copas del Mundo
| Mundial                        | Sede   | Resultado    | Partidos | Goles |
| ------------------------------ | ------ | ------------ | -------- | ----- |
| Copa Mundial de Fútbol de 1934 | Italia | Cuarto lugar | 4        | 0     |

### Alemania
Tras la anexión de Austria a la Alemania nazi, disputó un partido internacional con la selección alemana en 1941.

## Clubes
| Club             | País    | Año       |
| ---------------- | ------- | --------- |
| Wacker Viena     | Austria | 1925-1930 |
| Nicholson Vienna | Austria | 1930-1931 |
| Admira Viena     | Austria | 1931-1947 |
| Red Star Penzing | Austria | 1949-1953 |

## Palmarés

### Campeonatos regionales
| Título          | Club         | País          | Año  |
| --------------- | ------------ | ------------- | ---- |
| Gauliga Ostmark | Admira Viena | Alemania nazi | 1939 |

### Campeonatos nacionales
| Título               | Club         | País    | Año  |
| -------------------- | ------------ | ------- | ---- |
| Campeonato austríaco | Admira Viena | Austria | 1932 |
| Copa de Austria      | Admira Viena | Austria | 1932 |
| Campeonato austríaco | Admira Viena | Austria | 1934 |
| Copa de Austria      | Admira Viena | Austria | 1934 |
| Campeonato austríaco | Admira Viena | Austria | 1936 |
| Campeonato austríaco | Admira Viena | Austria | 1937 |